# Isdes
Isdes ist eine französische Gemeinde mit 531 Einwohnern (Stand: 1. Januar 2022) im Département Loiret in der Region Centre-Val de Loire. Die Gemeinde gehört zum Arrondissement Orléans und ist Teil des Kantons Sully-sur-Loire. Die Einwohner werden Isdois genannt.

## Geographie
Isdes liegt etwa 36 Kilometer südöstlich von Orléans. Umgeben wird Isdes von den Nachbargemeinden Vannes-sur-Cosson im Norden und Nordwesten, Viglain im Norden und Nordosten, Villemurlin im Osten, Cerdon im Südosten, Brinon-sur-Sauldre im Süden, Chaon im Südwesten sowie Souvigny-en-Sologne im Westen.

## Bevölkerungsentwicklung
| 1962                       | 1968 | 1975 | 1982 | 1990 | 1999 | 2006 | 2018 |
| -------------------------- | ---- | ---- | ---- | ---- | ---- | ---- | ---- |
| 573                        | 557  | 583  | 526  | 433  | 476  | 585  | 552  |
| Quellen: Cassini und INSEE |      |      |      |      |      |      |      |

## Sehenswürdigkeiten
- Kirche Notre-Dame aus dem 12. Jahrhundert, Umbauten aus dem 17. Jahrhundert
- Schloss Sainte-Claire aus dem Jahre 1865
- Schloss Brenne aus dem 17./18. Jahrhundert

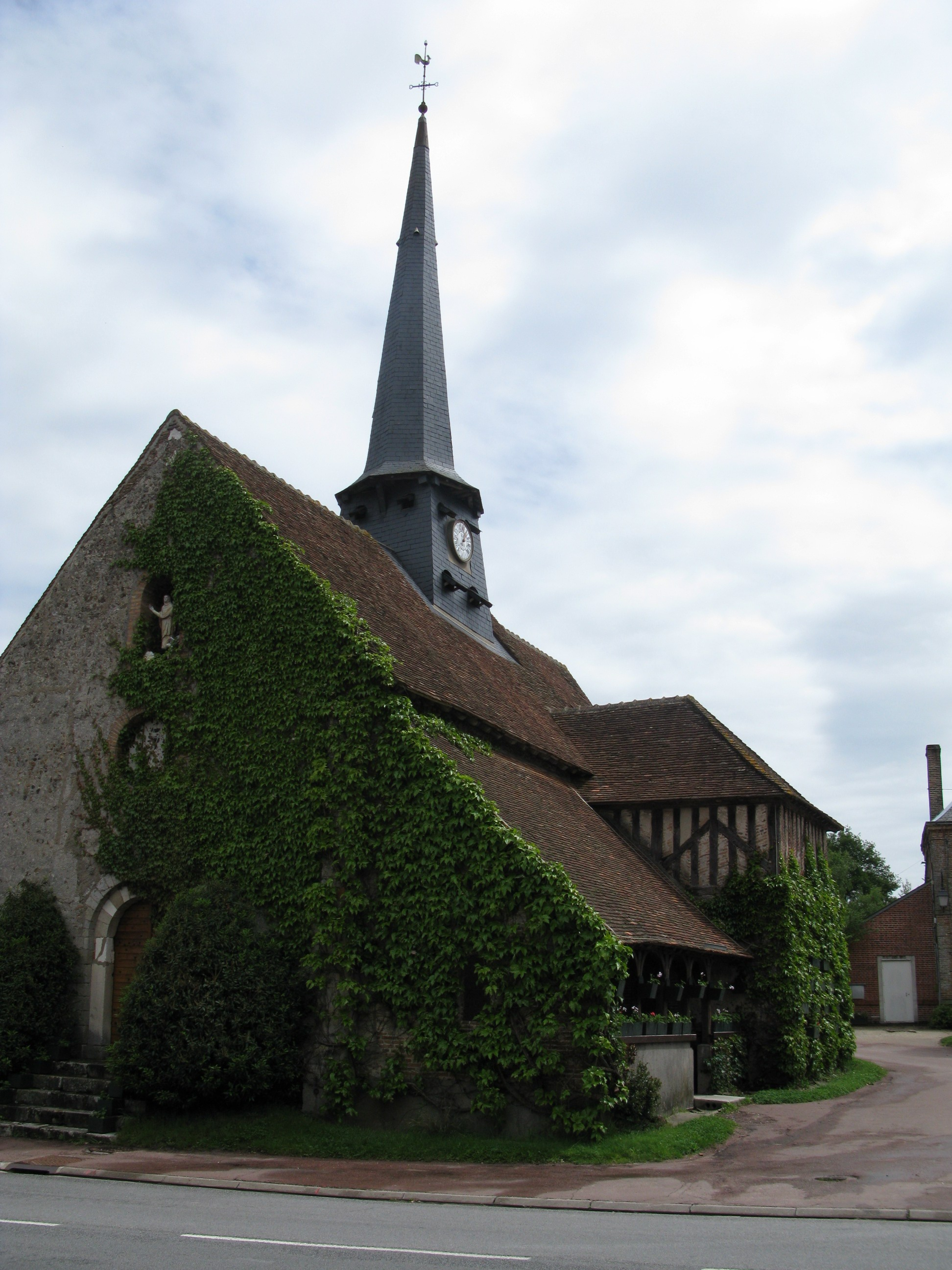
Kirche Notre-Dame

## Gemeindepartnerschaft
Mit der tschechischen Gemeinde Lužice u Hodonína im Jihomoravský kraj besteht eine Partnerschaft.